# Markvartice (Jablonné v Podještědí)
Markvartice jsou část města Jablonné v Podještědí v okrese Liberec. Nachází se ve východní části Jablonného. Markvartice leží v katastrálním území Markvartice v Podještědí s rozlohou 6,54 km². V katastrálním území Markvartice v Podještědí leží i Lada v Podještědí.

## Historie

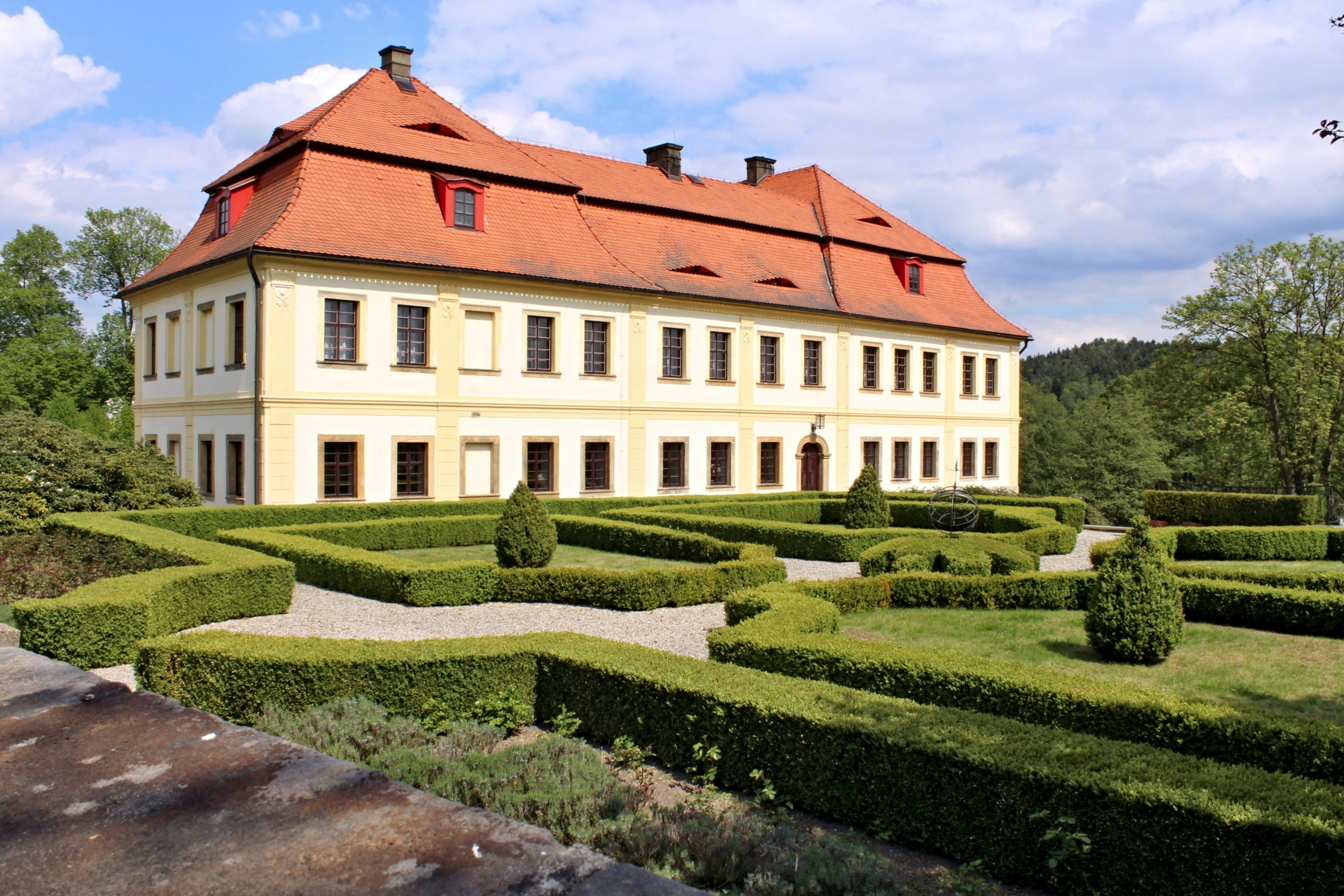
Palmeho statek v Markvarticích

První písemná zmínka o vesnici pochází z roku 1391.

## Obecní správa
Po roce 1940 byly Markvartice připojeny k Jablonnému a spolu s ním k 1. lednu 2007 byly administrativně přesunuty z okresu Česká Lípa do okresu Liberec.

## Pamětihodnosti
- Palmeho dvůr
- Vodní mlýn – Ke Studánce 44
- Vodní mlýn – Mlýnská 110
- Socha odpočívajícího Krista